# BÜNSL-Anschlussbedingungen
Bei den BÜNSL-Anschlussbedingungen (Bildübertragung aus Notruf- und Serviceleitstellen an die Polizei) handelt es sich um eine von der Polizei in Deutschland (Expertengruppe „ÜEA“ im Auftrag der Kommission Grundlagen der Überwachungstechnik – KomGÜT) herausgegebene Richtlinie. 

## Inhalt
In der Richtlinie werden die Bedingungen und Voraussetzungen festgelegt, unter denen Notruf- und Serviceleitstellen (NSL) zur Ergänzung bzw. Vervollständigung einer Notrufmeldung Bilder zur Polizei übertragen können.

## Funktion
Bildübertragungen aus NSL an die Bildempfangszentrale (BEZ) der Alarmempfangsstelle bei der Polizei (AS-POL) dienen dazu, bei Alarmmeldung aus einer Überfall- und Einbruchmeldeanlagen mit Anschluss an die Polizei (ÜMA/EMA), welche nicht der ÜEA-Richtlinie der Polizei unterliegen, den Einsatzkräften der Polizei zusätzliche bildliche Informationen zur Verfügung zu stellen. Voraussetzung hierfür ist, dass das Personal des Wach- und Sicherheitsunternehmens (Alarm-/Interventionsdienst, gem. DIN 77 200) der Polizei nur ausgewertete Informationen zur Verfügung stellt, welche dazu geeignet sind, die 
- Verdachts- bzw. Gefahrenverifizierung,
- Lagebeurteilung und
- Durchführung geeigneter polizeilicher Einsatzmaßnahmen

zu unterstützen. Es werden die Voraussetzungen genannt, unter denen ein Anschluss genehmigt oder abgeschaltet werden kann. Bildübertragungen aus NSL sind grundsätzlich über die AS-POL, die von dem Konzessionär der Polizei errichtet und betrieben wird, abzuwickeln. Die Einzelheiten sind zwischen dem Betreiber der NSL und dem Konzessionär sowie dem Konzessionär und der Polizei abzustimmen.
Die NSL muss von einer nach DIN EN 45 000 ff. für den Bereich „Anerkennung von NSL“ akkreditierten Zertifizierungsstelle (z. B. VdS Schadenverhütung GmbH, Köln) geprüft und zertifiziert sein. Die Anforderungen der DIN 77 200 Stufe 2 oder 3 und der VdS-Richtlinie 2153 (Richtlinien für die Anerkennung von Wach- und Sicherheitsunternehmen) sind Grundlage dieser Zertifizierung.